# Gammel Haderslev Kirke
Gammel Haderslev Kirke eller Sct. Severin Kirke i Haderslev er en kirke på nordsiden af Haderslev Indre Dam.

## Kirkens historie
Kirken regnes for opført i 1100-tallet. Den Sct. Severin, kirken har navn efter, er bispen i Køln, der levede omkring år 400; han regnedes for de syges og de fængsledes særlige hjælper.
Kirken er en romansk kvaderstenskirke med kor og skib, der i gotisk tid har fået opført et tårn i vest. Tilbygninger er sakristi og kapel. I 1911 blev tårnet forhøjet, forsynet med spir, og våbenhus blev føjet til kirkens vestside. I 1926 (gen)opførtes en apsis mod kirkens østside.

## Inventar
1. Døbefonten af granit er lige så gammel som kirken. Granitalteret er fra 1952, tegnet af arkitekt Rolf Graae. Det bærer krucifikset med den sejrende Kristus, skåret af Hjalte Skovgaard 1953.
2. Korhvælvingen er udsmykket med Hjalte Skovgaards apsisfresker fra 1952. Motivet er en detaljeret illustration af Johannes Åbenbaring kapitel 4-5 (Åb 4,1), og over apsisbuen står vers 13b i kapitel 5 (Åb 5,13).
3. Prædikestolen er fremstillet i 1609. I fyldingerne ses de fire evangelister med deres symboler samt i midten Herren selv. En latinsk indskrift gengiver Jesu ord: "Det er ikke jer, der taler, men jeres Faders Ånd, som taler i jer".
4. Det nyeste orgel er fra 1970, bygget af orgelfirmaet Marcussen & Søn i Aabenraa. Pulpituret adskiller Sct. Severin kirke fra de fleste andre kirker. Det blev opført i 1700-tallet, hvor det blev nødvendigt at skaffe ekstra pladser i rummet.

### Billedkavalkade
- 1. Døbefonten
- 2. Korpartiet
- 3. Prædikestolen
- 4. Orglet og pulpitur

## Tårnet
I tårnet er ophængt tre klokker, skænket efter Genforeningen i 1920 af "Nationalfondet af 1918 til anskaffelse af kirkeklokker i Sønderjylland".
De sønderjyske kirkeklokker var i stor udstrækning blevet anvendt i den tyske krigsindustri under første verdenskrig 1914-18.

## Kirkegårdene
Gravstenen over Karen Lund er bevaringsværdig, ikke af nationale grunde, men på grund af dens detaljerede og lidt usædvanlige indskrift. Sentensen om de efterladte "4 uopdragne børn" kalder på smilet og den muntre kommentar, men tekstforfatteren har villet pege på den tragedie det er, at fire småbørn mister deres mor.
Mindelunden for faldne sønderjyder under krigen 1914-1918 rummer en højtstillet mindesten med indskriften: Gammel Haderslev Sogn satte dette Minde for sine i Verdenskrigen 1914-1918 faldne døde og savnede Sønner I en halvkreds uden om højen står mere end hundrede enkeltsten for hver af de faldne. Her er anført navn og hjemsted, fødselsdag og dødsdag samt stedet, hvor den unge sønderjyde blev dræbt.
På den ældste kirkegård omkring kirken står en mindestøtte fra 1864 over Laurids Skau med indskriften: Laurids Skau født i Sommersted d. 22. maj 1817 død på Mariegård d. 11. maj 1864 Godt navn dør aldrig Efterslægten rejste denne sten Laurids Skau, gårdejer og politiker, er kendt for sit nationale virke for danskheden i Sønderjylland. Han fremtrådte som en vindende agitator og taler, ikke mindst ved møderne på Skamlingsbanken i 1843 og 1844. På den største kirkegård og nyeste, Damager kirkegård beliggende på Ribe Landevej 53, er der en dansk mindelund over de faldne 1914-18 samt en fransk mindelund, indrettet efter anden verdenskrig.

## Eksterne kilder og henvisninger
- Official hjemmeside for Gammel Haderslev Kirke
- Samt materiale stillet til rådighed af Haderslev Domprovstis webudvalg.
- Gammel Haderslev Kirke Arkiveret 31. januar 2011 hos  Wayback Machine hos nordenskirker.dk
- Gammel Haderslev Kirke hos KortTilKirken.dk
- Gammel Haderslev Kirke i bogværket Danmarks Kirker (udg. af Nationalmuseet)

- Wikimedia Commons har flere filer relateret til Gammel Haderslev Kirke